# I storbyens havn
I storbyens havn (originaltitel: On the waterfront) er en amerikansk film fra 1954 instrueret af Elia Kazan efter manuskript af Budd Schulberg. I filmen medvirker Marlon Brando, Eva Marie Saint, Rod Steiger, Karl Malden og Lee J. Cobb. Filmens soundtrack var komponeret af Leonard Bernstein. Filmen handler om vold og korruption i havnearbejdermiljøet og er baseret på en række af avisartikler i New Yorker avisen The New York Sun.

## Handling
Filmen er en klassisk historie om mafia-informanter og er baseret på en række virkelige hændelser i havnemiljøet i Hoboken, New Jersey, hvor filmen også er optaget. Fagforenings-bossen Johnny Friendly (spillet af Lee J. Cobb) med tætte relationer til mafiaen styrer havnefronten med hård hånd. Politiet ved, at han er ansvarlig for en række drab, men ingen vil vidne mod Johnny Friendly. Terry Malloy (Marlon Brando) er en havnearbejder, hvis bror Charley (spillet af Rod Steiger) er Friendlys advokat. Nogle år tidligere havde Terry været en lovende bokser, indtil Friendly for at vinde et væddemål havde instrueret Charley om at få broderen Terry til at tabe en boksekamp med vilje. I filmens begyndelse ser Terry nogle af Friendlys mænd myrde en anden havnearbejder for at hindre, at han vidner mod Friendly, og Terry opdager, at han er blevet narret til at hjælpe til med at arrangere mordet. Til at begynde med er Terry villig til ikke at sige noget til nogen. Den dræbte havnearbejders søster Edie (spillet af Eva Marie Saint) får dog overtalt den lokale præst Father Barry (spillet af Karl Malden) til at kæmpe mod fagforeningen og mafiaen, og Edie og Father Barry prøver at overtale Terry til at vidne om det han har set.
I takt med, at Terry Malloy langsomt lader sig overtale til at vidne om mordet, beslutter Friendly, at Terry må myrdes, medmindre Charley kan bestikke eller true ham til fortsat tavshed. Charley forsøger at overtale broderen Terry til at opgive at vidne, men det lykkes ikke for ham. Charley giver Terry en pistol og beder ham stikke af. Friendly finder ud af, hvad der er sket, og får sine mænd til at myrde Charlie. Terry prøver at opsøge Friendly for at myrde ham, men Father Barry hindrer dette og overtaler Terry til i stedet at afgive vidneforklaring og på den måde ramme Friendly.

## Faktisk baggrund for filmen
I storbyens havn var baseret på en serie af 24 artikler i avisen The New York Sun af journalisten Malcolm Johnson. Artikelserien vandt i 1949 Pulitzerprisen og omhandlede i detaljer den omfattende organiserede kriminalitet i New Yorks havne i Manhattan og Brooklyn.
For at virke realistisk blev filmen indspillet over 36 dage "on-location" i Hoboken, New Jersey. En række af fagforeningsbossens håndlangere i filmen (Abe Simon som Barney, Tony Galento som Truck, og Tami Mauriello som Tullio) blev spillet af virkelige tidligere professionelle sværvægtsboksere.
I On the Waterfront er Terry Malloys (Brandos) kamp mod korruption i et vist omfang baseret på havnearbejderen og "whistlebloweren" Anthony DiVincenzo, der i virkeligheden vidnede ved den nedsatte Waterfront Commission of New York Harbor om forholdene i havnen. DiVincenzo lagde efterfølgende sag an mod Columbia Pictures med krav om at modtage kompensation for hvad han opfattede som brug af DiVincenzos historie. Johnny Friendlys karakter var baseret delvist på gangsteren Albert Anastasia, der var et ledende medlem af den kriminelle organisation Murder, Inc.

## Politisk kontekst
I 1952 afgav instruktøren Elia Kazan vidneudsagn for House Un-American Activities Committee (HUAC), i hvilken forbindelse han angav en række tilsyneladende kommunister i den amerikanske filmindustri. Kazan blev stærkt kritiseret for disse vidneudsagn.
On the Waterfront, der handler om en heroisk "whistleblower", er generelt anset som Elia Kazans svar til sine kritikere, idet filmen viser, at en person, der bryder tavsheden og "nævner navne" også kan være en hædersmand. I filmen berører Terry Malloy flere gange dette emne, ligesom filmen flere steder beskriver kodex på havnen som "D&D" eller "Deaf and Dumb" ("døv og stum"), hvorved havnearbejderne for alt i verden skulle forblive tavse og ikke "sladre" om vennerne. Til sidst i filmen gør Malloy oprør mod dette kodex, hvilket opfattes som det rigtige moralske valg.

## Priser
Filmen modtog 8 Oscar-priser, herunder en Oscar for bedste film, en Oscar for bedste mandlige hovedrolle og en Oscar for bedste instruktør. Filmen modtog i alt 12 Oscar-nomineringer. Udover de mange Oscar-priser vandt filmen tre Golden Globe Awards i de prestigefyldte kategorier Bedste film, Bedste mandlige hovedrolle og Bedste instruktør.
I Danmark blev filmen i 1955 tildelt Bodilprisen for bedste amerikanske film.

## Eksterne links
- Wikimedia Commons har flere filer relateret til I storbyens havn
- Litteratur om filmen på Virtual Film History
- On the Waterfront på filmsite.org

| Priser               | Priser                              | Priser                                        |
| -------------------- | ----------------------------------- | --------------------------------------------- |
| Foregående: The Robe | Golden Globe Award Bedste film 1954 | Efterfølgende: Øst for Paradis (East of Eden) |

| Priser                                                   | Priser                     | Priser               |
| -------------------------------------------------------- | -------------------------- | -------------------- |
| Foregående: Herfra til evigheden (From Here to Eternity) | Oscar for bedste film 1955 | Efterfølgende: Marty |

## Eksterne Henvisninger
- I storbyens havn på Internet Movie Database (engelsk)
- I storbyens havn på Filmdatabasen
- I storbyens havn på Scope
- I storbyens havn i Svensk Filmdatabas (svensk)
- I storbyens havn på AlloCiné (fransk)
- I storbyens havn på MovieMeter (nederlandsk)
- I storbyens havn på AllMovie (engelsk)
- I storbyens havn hos American Film Institute (engelsk)
- I storbyens havns profil hos Encyclopædia Britannica Online (engelsk)
- I storbyens havn på Turner Classic Movies (engelsk)